# Troglohyphantes gregori
Troglohyphantes gregori là một loài nhện trong họ Linyphiidae.
Loài này thuộc chi Troglohyphantes. Troglohyphantes gregori được František Miller miêu tả năm 1947.